# حميد الثالث بن راشد النعيمي
حميد بن راشد بن حميد بن عبد العزيز بن حميد بن راشد النعيمي (1931 -)، عضو المجلس الأعلى للاتحاد حاكم إمارة عجمان، وهو الحاكم العاشر للإمارة. تولّى الحكم بعد وفاة أبيه الشيخ راشد بن حميد النعيمي في 6 سبتمبر 1981.

## حياته

### طفولته وتعليمه
وُلد الشيخ حميد بن راشد النعيمي في إمارة عجمان عام 1931، تعلّم في طفولته القراءة والكتابة والحساب ومبادئ العلوم الدينية والقرآن على يد عدد من المشايخ. كما تلقّى تدريباً عملياً على الفروسية واستخدام السلاح، وتدرّب على شؤون الحكم والإدارة منذ صغره، أكمل تعليمه في القاهرة في الخمسينات.

### ولاية العهد
منذ عام 1960 اختاره والده الشيخ راشد بن حميد النعيمي ولياً للعهد وشارك والده وضع اللبنات الأولى لإمارة عجمان الحديثة. في أوائل السبعينيات أصبح ناشطًا في شؤون الدولة، حيث انضمت عجمان إلى دولة الإمارات العربية المتحدة في ديسمبر 1971 وتولّى منصب نائب الحاكم.

### نائب رئيس مجلس الإمارات المتصالحة
انتُخب نائباً لرئيس مجلس الإمارات المتصالحة عام 1966، وشارك في المباحثات التي سبقت إقامة دولة الإمارات منذ عام 1968.

## حاكم عجمان
تولى حكم إمارة عجمان مباشرة بعد وفاة والده الشيخ راشد بن حميد النعيمي عام 1981 بصفته وليا للعهد.

## جوائز
- الدكتوراه الفخرية في مجال القانون من جامعة بيدفوردشاير البريطانية عام 2009.[3]
- الدكتوراه الفخرية في مجال الفلسفة من الجامعة الإسلامية العالمية بماليزيا عام 2011.[3]
- جائزة الشيخ حمدان بن راشد آل مكتوم للأداء التعليمي المتميز عام 2011.[3]

## أسرته
تزوج من الشيخة آمنة الغرير ولهما من الأبناء:
- الشيخ عمار (ولي عهد الإمارة ورئيس المجلس التنفيذي فيها).
- الشيخ أحمد (ممثل صاحب السمو حاكم الإمارة للشؤون الإدارية والمالية، نائب رئيس المجلس التنفيذي فيها).[4]
- الشيخ عبد العزيز (رئيس دائرة التنمية السياحية في الإمارة).

كما تزوج من الشيخة فاطمة بنت زايد بن صقر آل نهيان ولهما من الأبناء:
- الشيخ راشد (رئيس دائرة البلدية والتخطيط في الإمارة، ورئيس نادي عجمان).

## وصلات خارجية
- موقع حكومة عجمان.